# Pollo borracho
Pollo borracho es el nombre dado a varias formas de preparar un pollo usando bebidas alcohólicas.

## Argentina
En Argentina se conoce como pollo borracho a una receta de pollo horneado con vino blanco y sazonado con cilantro, comino, vinagre y otras especias.

## China
En la gastronomía de China hay muchas formas diferentes de preparar el pollo borracho.
- Una versión muy popular conocida en todo el país, la de Shaoxing, se originó en la provincia de Zhejiang (este de China).[2] El pollo borracho Shaoxing se cocina y marina exclusivamente en el histórico vino de Shaoxing para lograr un sabor intenso.[2]
- En otra versión del plato, el pollo entero se cuece al vapor primero, troceándose después en pedazos de tamaño adecuado para comer con palillos. La carne al vapor, junto con el jugo, se cocina con cebolleta, jengibre y sal. Después el pollo se marina en licor chino, jerez o una bebida destilada, como whisky, toda la noche en el frigorífico. El pollo se sirve frío, a menudo como aperitivo. Además del sabor a licor de la carne, otra característica del plato es la gelatina con sabor a licor que resulta de la mezcla fría del alcohol y el jugo de la cocción.

## Norteamérica
Una versión occidental (también conocida como pollo sentado en lata de cerveza o pollo en el trono) se prepara en Estados Unidos sujetando de pie un pollo entero preparado sobre una lata de cerveza parcialmente llena y cocinándolo lentamente en una barbacoa u horno. La lata va en la abertura del pollo, de forma que la cerveza se evapora e impregna la carne. El plato recibe su nombre de la forma en la que el pollo tiembla cuando la cerveza se ha evaporado y del hecho de que el pollo toma el sabor de la cerveza evaporada. El bamboleo suele indicar que el pollo está listo.
Otra receta relacionada es el pollo al bourbon, que se prepara con whisky bourbon.